# 銀丁百貨店
銀丁百貨店（ぎんちょうひゃっかてん）は、熊本県熊本市にあった日本の百貨店である。

## 歴史・概要
1930年（昭和5年）10月11日に京都の時計商だった鈴木弥三郎が熊本県熊本市の新市街の一角に鉄筋コンクリート3階建ての店舗を建設して銀丁百貨店として本格的な百貨店を開業したのが始まりである。
なお、当店は出品制と呼ばれていたテナントが出店する形態の店舗で、小売商40店が出店していた。
食堂などが人気を集めて｢味の銀丁｣と言われていたほか、子供遊園地や屋上庭園なども備えていた。
1934年（昭和9年）には福岡県飯塚市の昭和通の東町角にあった筑豊地方初の百貨店だった「丸一百貨店」（1933年（昭和8年）4月開店）を傘下に入れ、「京屋百貨店」と改称したが、1936年（昭和11年）に火災に遭って閉店となった。
1935年（昭和10年）に株式会社丸銀マーケットを設立し、同年12月3日に3階建てへの増築工事が竣工し、1,800坪へ増床した。
日用食料品などを販売する「花畑市場」が店内にあったほか、熊本市内一円で無料配送を行っていた。
1940年（昭和15年）に株式会社味の銀丁を設立した。
やや先行して開業していた1927年（昭和2年）1月に開店した「いずみや百貨店」などのライバルを凌ぎ、1906年（明治39年）に開業した熊本県内初の本格的な百貨店であった「千徳百貨店」と共に第二次世界大戦前は熊本の2大百貨店として多くの買い物客を集めていた。
1945年（昭和20年）6月に強制疎開となった「熊本無尽」が当店内に移転して業務を続けた。
しかし、同年7月に戦災で全焼した。
1948年（昭和23年）12月9日に旧経営陣が「銀丁建設株式会社」を設立して再発足した。
1949年（昭和24年）に「株式会社銀丁」に社名変更し、1950年（昭和25年）4月に清水組（現・清水建設）の施工で新店舗を着工した。
しかし、1951年（昭和26年）1月に熊本地方裁判所の決定により高杉故春が職務執行責任者となり、同年に鈴木弥三郎が退社した。
同年2月に清水組（現・清水建設）との施工契約が解消され、同月5日に一時廃業した。
同年4月に池田重利が社長に就任し、同年6月29日に資本金を6000万円に増資し、同年7月に「株式会社銀丁百貨店」に社名変更した。
同年9月に総工費5324万8000円で鉄筋コンクリート造3階建て・延べ床面積1,079坪の建物が竣工し、同年10月1日に再開店した。
この店舗は熊本では第二次世界大戦後初の鉄筋コンクリート造の本格的な百貨店であった。
この新店舗の3階には、戦前から人気を博していた食堂を設けて和洋中華を提供したほか、催事などを行うホールを設置していた。
なお、この店舗は売り場面積の関係で百貨店法の規制の対象外となっていたことから営業時間も制約を受けず、外商にも力を入れていた。
その後は、昭和20年代中頃に開業して非常な勢いで勢力を伸ばして鶴屋百貨店と共に新たに2大百貨店と呼ばれるようになった戦後創業の大洋デパートの傘下に入り、1955年（昭和30年）7月に山口鶴亀が社長に就任し、同年10月に株式会社大洋が株式の83％を取得した。
同年11月12日に日本デパートメントストア協会（現・日本百貨店協会）を脱会した。
戦前の最大のライバルだった千徳百貨店が1955年（昭和30年）7月に倒産した後も営業を続けたが、1973年（昭和48年）11月29日に親会社の大洋デパートで日本では最大の百貨店火災事件となった大洋デパート火災が発生した影響で経営が悪化したため、銀丁百貨店は解散に追い込まれ、1976年（昭和51年）8月31日に閉店してその歴史に終止符を打った。なお、大洋デパートも2か月後の10月27日に会社更生法の適用を申請して破綻した。
なお、人気を博していた店頭で製造･販売する「銀丁饅頭」は、1939年（昭和14年）6月30日に「株式会社銀丁」が商標登録している。

## 年表
- 1930年（昭和5年）10月11日 - 銀丁百貨店として百貨店を開業[9]。
- 1934年（昭和9年） - 福岡県飯塚市の「丸一百貨店」を傘下に入れ、「京屋百貨店」と改称[21]。
- 1935年（昭和10年）
  - 株式会社丸銀マーケットを設立[11]。
  - 12月3日 - 3階建てへの増築工事が竣工[22]。
- 1936年（昭和11年） - 火災に遭って閉店となった[21]。
- 1940年（昭和15年） - 株式会社味の銀丁を設立[11]。
- 1945年（昭和20年）
  - 6月 - 強制疎開となった「熊本無尽」が当店内に移転[10]。
  - 7月[10] - 戦災で全焼[11]。
- 1947年（昭和22年）8月30日 - 当社が加盟していた日本百貨店組合が解散[46]。
- 1948年（昭和23年）12月9日 - 旧経営陣が[1]「銀丁建設株式会社」を設立[29]。
- 1949年（昭和24年） - 「株式会社銀丁」に社名変更[29]。
- 1950年（昭和25年）4月 - 清水組（現・清水建設）の施工で新店舗を着工[31]。
- 1951年（昭和26年）
  - 1月 - 熊本地方裁判所の決定により高杉故春が職務執行責任者となる[5]。
  - 2月 - 清水組（現・清水建設）との施工契約が解消される[32]。
  - 2月5日 - 一時廃業[33]。
  - 4月 - 池田重利が社長に就任[34][36]。
  - 6月29日 - 資本金を6000万円に増資[1]。
  - 7月 - 「株式会社銀丁百貨店」に社名を変更[29]。
  - 9月 - 総工費5324万8000円で鉄筋コンクリート造3階建て・延べ床面積1,079坪の建物が竣工[31]。
  - 10月1日 - 銀丁百貨店が再開店[15]。
- 1952年（昭和27年）1月22日 - 日本デパートメントストア協会（現・日本百貨店協会）に入会[47]。
- 1953年（昭和28年）
  - 4月1日 - 定休日を火曜日から月曜日に変更[48]。
  - 6月25日～6月28日 - 西日本一帯で発生した大雨による浸水で被災[49]。
- 1955年（昭和30年）
  - 7月 - 山口鶴亀が社長に就任[2]。
  - 10月 - 株式会社大洋が株式の83％を取得[6]。
  - 11月12日 - 日本デパートメントストア協会（現・日本百貨店協会）を脱会[41][42]。
- 1976年（昭和51年）
  - 8月31日 - 閉店[16]。
  - 10月27日 - 親会社の「株式会社大洋」が会社更生法の適用を申請して経営破綻[43]。

## 過去に存在した事業所
- 京屋百貨店（福岡県飯塚市[21]）

1933年（昭和8年）4月開店の筑豊地方初の百貨店だった「丸一百貨店」（1933年（昭和8年）4月開店）を傘下に入れた店舗だったが、1936年（昭和11年）に火災に遭って閉店となった。
- 工場（熊本市寺原町182[5]）

## 過去に存在した関連会社
- 株式会社丸銀マーケット（1935年（昭和10年）設立[11]）
- 株式会社味の銀丁（1940年（昭和15年）設立[11]、鈴木彌三郎社長[18]）
- 銀丁呉服店株式会社[18]